# Chersotis vicina
Chersotis vicina är en fjärilsart som beskrevs av Corti 1930. Chersotis vicina ingår i släktet Chersotis och familjen nattflyn. Inga underarter finns listade i Catalogue of Life.